# Gladijatori
Gladijatori (lat. gladiatores), borci u starom Rimu koji su, radi zabave gledatelja izvodili borbe s mačevima, kopljima, koristeći tadašnje vojne i borilačke vještine. Borbe su se obično prekidale kod pojave krvi, no kod kasnijih rimskih careva ova igra se degradirala do te mjere da je cilj gladijatorskih igara bila smrt. 
Ime gladijator dolazi od gladius, kratkog rimskog mača za bodenje i sječenje. Gladijatori su vjerojatno prvobitno bili etruščanskog podrijetla. Gladijatorske se borbe u Rimu uvode u prvoj polovici 3. stoljeća pr. Kr. u sklopu pogrebnih svečanosti, kao obred žrtvovanja ljudskih života sjenkama pokojnika. U prvoj zabilježenoj borbi 264. pr. Kr. borila su se samo tri para.
Često su se koristili kao "predizborna kampanja", otkuda dolazi izreka "Panem et circenses", tj. Kruha i igara. To se najčešće događalo prije nove podjele rimskog stanovništva na sljedeće dvije grupe: nobili (plemeniti) i proleteri (oni koji imaju samo potomstvo).
Najpoznatiji film o gladijatorima je onaj s Russell Croweom iz 2000. godine, dobitnikom 5 filmskih nagrada Oscara. 
Krajem 2. stoljeća pr. Kr. gladijatorske borbe postaju predstave koje vladari nude besplatno narodu. Prvobitno se izvode u Forumu a kasnije u arenama širom rimskog imperija.
Car Trajan je priredio gladijatorsku borbu s 5 tisuća parova. Gladijatori su bili izabirani među mlađim ratnim zarobljenicima, a ponekad i među kriminalcima. Gladijatori su bili uglavnom robovi, nekada i slobodnjaci, avanturisti a vrlo rijetko i slobodni građani koji su se borili samo pod određenim uvjetima. Gladijatori su formirali i posebne postrojbe – familiae, a uvježbavani su bili u gladijatorskim školama (ludi gladiatores).Također su se dijelili u gladijatorske rodove, koje se nazivaju armaturae.
Odbjegli gladijatori iz škole u Kapui su organizirali i Spartakovu pobunu, koja se ponekad naziva i pobuna gladijatora.
Gladijatorske su borbe pod utjecajem kršćanstva, a temeljem zakona cara Konstantina Velikog, iz 325. godine, ukinute, ali su se sporadično održavale do oko godine 450., dok su posljednje gladijatorske borbe u samom gradu Rimu održane 1. siječnja 404. godine.
Dugo se vjerovalo da su Rimljani gladijatorske igre preuzeli od Etruščana, ali je vjerojatnije da se radi o spoju više utjecaja. Povjesničar Nikola iz Damaska je početkom nove ere zapisao događaj iz 264. godine pr. Kr. kada je su sinovi Pera po očevoj posmrtnoj želji na stočnom sajmu organizirali tri istovremene borbe. Slični običaji su se u sljedećih sto godina udomaćili pa je tako Titus Flamininus 174. godine pr. Kr. održao munus (svečanost u čast preminulog) kojom su se prilikom borila 74 muškarca tijekom tri dana. Te pogrebne svečanosti su se većinom odvijale u prosincu u vrijeme kada su Rimljani slavili svećanost saturnalija. Bogu Saturnu su posebno uvježbani venatores prinosili životinjske žrtve boreći se raznim egzotičnim životinjama poput lavova i tigrova. Željeli su pokazati da Rimljani mogu pobijediti sva živa stvorenja. 
Mnogi bogati Rimljani su tijekom vremena poželjeli da se ih nakon smrti počasti sa što velebnijim svečanostima s više boraca, borbi i spektakla. Borbe u amfiteatru su počele uključivati glazbenike i svečanost je postala prava zabava za puk. Za zabavu građene su posebne arene u kojima su se gladijatori borili na pijesku. Od tuda i naziv “arena” koji potječe od harena što znači pijesak. Carevi Vespazijan, Tit i Domicijan iz dinastije Flavijevaca su u drugoj polovici I. stoljeća nove ere dali sagraditi velebno zdanje Amphitheatrum Flavium danas poznato kao Koloseum. Koloseum je tijekom pet stoljeća svjedočio gladijatorski igrama, insceniranim pomorskim bitkama, lovu na životinje i javnim smaknućima neprijatelja Rima (poput progona kršćana). Koloseum je bio izgrađen da publici ponudi spektakl u kojem će životinje kroz tunele utrčati u arenu, gdje se borci pojavljuju na sredini borilišta uz pomoć liftova. Arheolog Jean-Claude Golvin je na području bivšeg Rimskog Carstva pobrojao 186 amfiteatra i prema ostacima možda još njih 86. Taj broj samo svjedoči o popularnosti krvave gladijatorske zabave, ali moramo znati da su ta vremena pogledi na civilizaciju bili drukčiji no danas. Rimljani su štovali hrabre i skromne ljude, pa su ih nadahnjivali oni koji su hrabro koračali prema smrti. Zanimljivo je koliko su Rimljani voljeli gladijatorske igre, štovali gladijatore kao junake, a opet su gladijatori s druge strane spadali na dno društvene ljestvice u Rimu. Bili su u istoj društvenoj skupini kao npr. prostitutke.

### Kako se postaje gladijator?
Gladijatori su u većini slučajeva robovi kupljeni i pripremani isključivo za gladijatorske borbe. Postojali su i profesionalni gladijatori, koji su bili slobodni ljudi i dobrovoljno su se javili za sudjelovanje u gladijatorskim igrama. Gladijatorske škole (ludi gladiatori) su svoje učenike podvrgavale vrlo strogom režimu stalnog vježbanja i probnih borbi. Za najbolje borce postojali su i posebni treneri, pa čak i maseri da ih održavaju u vrhunskoj kondiciji. Vlasnicima gladijatorskih škola je bilo u interesu da gladijatori budu zdravi i spremni za borbe koje su im donosile profit.
Posebna su skupina bili noxii – osuđeni kriminalci (pljačkaši, silovatelji i ubojice) koji su izgubili građanska prava. Oni za borbu nisu imali nikakvu pripremu već su jednostavno bačeni u arenu da se bore jedni protiv drugih. Neki povjesničari smatraju da su noxii naoružani, ali bez oklopa nastupali protiv iskusnih gladijatora. Noxii su mogli biti sigurni da iz arene neći izaći.
Vlasnici gladijatorskih ekipa (familia gladiatoria) zvani lanista kupovali su robove gledajući njihovu snagu i ljepotu. Često su uspješni gladijatori služili kao ljubavnici bogatim Rimljanima i Rimljankama. Prema rimskim tračevima možda je i Faustina, žena cara Marka Aurelija, imala gladijatore ljubavnike, pa se tako objašnjava ljubav njena sina Komoda prema tom “sportu”. Laniste su obično birali više muškarce. 
Prema ostacima iz Herkulaneja (grad zasipan u erupciji Vezuva) prosječna visina Rimljana je bila oko 1,65m, pa su gladijatori većinom trebali biti viši od 1,70 m.
Novo kupljeni robovi su u lancima i pod strogim nadzorom dopremani u gladijatorsku školu. Nadzor je bio potreban da se spriječi njihov bijeg ili eventualan pokušaj samoubojstva. Po dolasku u školu njihov su nadzor preuzeli slobodnjaci. Gladijatori su morali položiti zakletvu izgovarajući “Uri, vinciri, uerberari, ferroque, necari” (Biti spaljen, vezan, udaran i umrijeti od čelika). Nakon zakletve počinje trening za nove gladijatore, vježbenike (tirones). Vježbenici su imali najlošiji smještaj, ali uvjeti su im se popravili ako su bili uspješni. Kad su postali primus palus, najviši stupanj gladijatora mogli su od laniste dobiti i najkvalitetniji smještaj. Gladijatori su imali kontakte s vanjskim svijetom preko djevojaka ili prostitutki koje su im bile dopuštene. Zabilježeni su slučajevi da su u takvim okolnostima neki dobili djecu ili su se čak i ženili. Učitelji gladijatora su bili doctores, bivši gladijatori koji su na najbolji način mogli pokazati kako se poslužiti pojedinim oružjem ili oklopom. Laniste su ulagali veliki novac u liječnike, masere i kuhare koji su stalno služili gladijatorima. Zbog te investicije gladijatori su morali strogo slušati gospodara koji je na neposluh reagirao bičevanjem, batinanjem ili zatvaranjem u plitke rupe u kojima čovjek nije mogao ustati.
Od vremena cara Domicijana (51. – 96.) gladijatori se školuju u carskim školama, a za njihovu nabavu se brinu procuratores. Školovanje se odvijalo u četiri carske škole: Ludus Magnus, Gallicus, Dacias i Matutius (škola za venatores – borce protiv životinja). Laniste su mogli zadržati svoje škole i borce, ali potpuno u vlastitom trošku. To je za njih značilo da su ih mogli uposliti bogati građani, a u borbama se često moglo desiti da ostanu bez polovine boraca.
Škole su imale spavaonice, kuhinje, blagovaone i kao najvažniji dio arenu za treniranje. Treniralo se koristeći tupo oružje kako bi se izbjegle ozljede. Učitelji su drvenim mačevima pokazivali kako nanijeti ozljedu koja će učinkovito onesposobiti neprijatelja i pritom zabaviti publiku. U međusobnim, trening dvobojima borba se odmah prekidala ako bi se borac ozlijedio. Boračka oprema je bila različita tako da je svaki borac imao određene prednosti, ali i mjesta na kojima je mogao biti lako ranjen.

### Izgled gladijatora
Gladijatori su bili zabavljači i njihov cilj nije bio što prije ubiti protivnika već zabaviti publiku. 
Zato njihova odjeća nije bila jednostavna već su morali izgledati zanimljivo. Od najranijih dana gladijatori su nosili oklope, kacige i oružje rimskih porobljenih neprijatelja. To je Rimljanima bilo zanimljivo, a ujedno i jeftino jer se oprema zarobljavala u vojnim pohodima. Gladijatori su se vjerojatno borili bosonogi ili su im stopala eventualno bila umotana u nekakve kožne obujke. Metalni oklopi na nogama, tijelu, rukama i glavi su bili neophodni kao dio dramskog dekora, kako bi pojačali zastrašujući izgled boraca. Naravno ta je oprema štitila borce i ujedno produžavala borbu. Pompa, svečani ulazak gladijatora na početku borbi je bila spektakularna predstava u kojoj su vrhunski borci nosili zlatne i srebrne oklope, nosili purpurne plašteve i vozili se na četveroprezima ukrašenima paunovim perjem.